# 7194 Susanrose
A 7194 Susanrose (ideiglenes jelöléssel 1993 SR3) a Naprendszer kisbolygóövében található aszteroida. Henry E. Holt fedezte fel 1993. szeptember 18-án.